# KF Drita
Maillots
Actualités
Le Klubi Futbollistik Drita est un club de football basé dans la ville de Gjilan au Kosovo. Il a été fondé en 1947. 
Le club a remporté la Coupe du Kosovo une fois, en 2001. Il a aussi remporté le championnat national à trois reprises, en 2002-2003, en 2017-2018 et en 2019-2020. Il en a été trois fois vice-champion.
Le club découvre les compétitions européennes en 2018 avec une participation aux tours préliminaires de Ligue des champions. Leur premier match contre le FC Santa Coloma est remporté par Gjilan 2 buts à 0, en prolongations.
Il est l'un des deux clubs de football de la ville de Gjilan jouant en Superliga du Kosovo, avec le KF Gjilan.

## Histoire
Le club s'illustre au deuxième tour qualificatif de Ligue Europa Conférence en 2021 en tenant tête aux futurs finalistes de l'épreuve, le Feyenoord Rotterdam qu'ils tiennent en échec au Kosovo et contre qui ils s'inclinent 3-2 au Stade De Kuip. 
L'année suivante le club parvient à obtenir un match nul (0-0) en Belgique face au Royal Antwerp FC, avant de s'incliner à domicile, et en 2023, c'est le Viktoria Plzeň qui est mis en échec sur le même score à domicile.

## Bilan sportif

### Palmarès
| Compétitions nationales | Compétitions internationales |
| --- | --- |
| - Championnat du Kosovo (4) - Champion : 2003, 2018, 2020 et 2025 - Vice-champion : 2021, 2022 et 2023 - Coupe du Kosovo (1) - Vainqueur : 2001 - Finaliste : 2016 et 2022 - Supercoupe du Kosovo (1) - Vainqueur : 2018 - Finaliste : 2001, 2003 et 2020 | - Ligue des champions - Premier tour de qualification : 2019 - Ligue Europa - Troisième tour de qualification: 2021 - Ligue Europa Conférence - Deuxième tour de qualification: 2022 et 2023 |

### Bilan européen
Note : dans les résultats ci-dessous, le score du club est toujours donné en premier
| Saison    | Compétition             | Tour              | Club                  | Domicile | Extérieur | Total    |
| --------- | ----------------------- | ----------------- | --------------------- | -------- | --------- | -------- |
| 2018-2019 | Ligue des champions     | Tour préliminaire | FC Santa Coloma       | 2 - 0 ap | 2 - 0 ap  | 2 - 0 ap |
| 2018-2019 | Ligue des champions     | Tour préliminaire | Lincoln Red Imps      | 4 - 1 ap | 4 - 1 ap  | 4 - 1 ap |
| 2018-2019 | Ligue des champions     | Premier tour Q    | Malmö FF              | 0 - 3    | 0 - 2     | 0 - 5    |
| 2018-2019 | Ligue Europa            | Deuxième tour Q   | F91 Dudelange         | 1 - 1    | 1 - 2     | 2 - 3    |
| 2020-2021 | Ligue des champions     | Tour préliminaire | Inter Club d'Escaldes | 2 - 1    | 2 - 1     | 2 - 1    |
| 2020-2021 | Ligue des champions     | Tour préliminaire | Linfield FC           | Forfait  | Forfait   | Forfait  |
| 2020-2021 | Ligue Europa            | Deuxième tour Q   | Sileks Kratovo        | N/A      | 2 - 0     | 2 - 0    |
| 2020-2021 | Ligue Europa            | Troisième tour Q  | Legia Varsovie        | N/A      | 0 - 2     | 0 - 2    |
| 2021-2022 | Ligue Europa Conférence | Premier tour Q    | Dečić Tuzi            | 2 - 1    | 1 - 0     | 3 - 1    |
| 2021-2022 | Ligue Europa Conférence | Deuxième tour Q   | Feyenoord Rotterdam   | 0 - 0    | 2 - 3     | 2 - 3    |
| 2022-2023 | Ligue Europa Conférence | Premier tour Q    | Inter Turku           | 3 - 0    | 0 - 1     | 3 - 1    |
| 2022-2023 | Ligue Europa Conférence | Deuxième tour Q   | Royal Antwerp         | 0 - 2    | 0 - 0     | 0 - 2    |
| 2023-2024 | Ligue Europa Conférence | Deuxième tour Q   | Viktoria Plzeň        | 1 - 2    | 0 - 0     | 1 - 2    |
| 2024-2025 | Ligue Conférence        | Deuxième tour Q   | Breiðablik Kópavogur  | 1 - 0    | 2 - 1     | 3 - 1    |
| 2024-2025 | Ligue Conférence        | Troisième tour Q  | FK Auda               | 3 - 1 ap | 0 - 1     | 3 - 2    |
| 2024-2025 | Ligue Conférence        | Barrages Q        | Legia Varsovie        | 0 - 1    | 0 - 2     | 0 - 3    |
| 2025-2026 | Ligue des champions     | Premier tour Q    | FC Differdange 03     | 1 - 0    | 3 - 2     | 4 - 2    |
| 2025-2026 | Ligue des champions     | Deuxième tour Q   | FC Copenhague         | 0 - 1    | 0 - 2     | 0 - 3    |
| 2025-2026 | Ligue Europa            | Troisième tour Q  | FCSB                  | 1 - 3    | 2 - 3     | 3 - 6    |
| 2025-2026 | Ligue Conférence        | Barrages Q        | FC Differdange 03     | -        | -         | -        |

1. ↑  Affecté par plusieurs cas de Covid-19 au sein de son effectif, le KF Drita se trouve dans l'incapacité de disputer la rencontre et est déclaré perdant par forfait[3].

Légende
- Victoire ou qualification pour le tour suivant
- Match nul
- Défaite ou élimination de la compétition